# Аравія Пустельна
32°26′00″ пн. ш. 36°19′00″ сх. д. / 32.433333333333° пн. ш. 36.316666666667° сх. д.

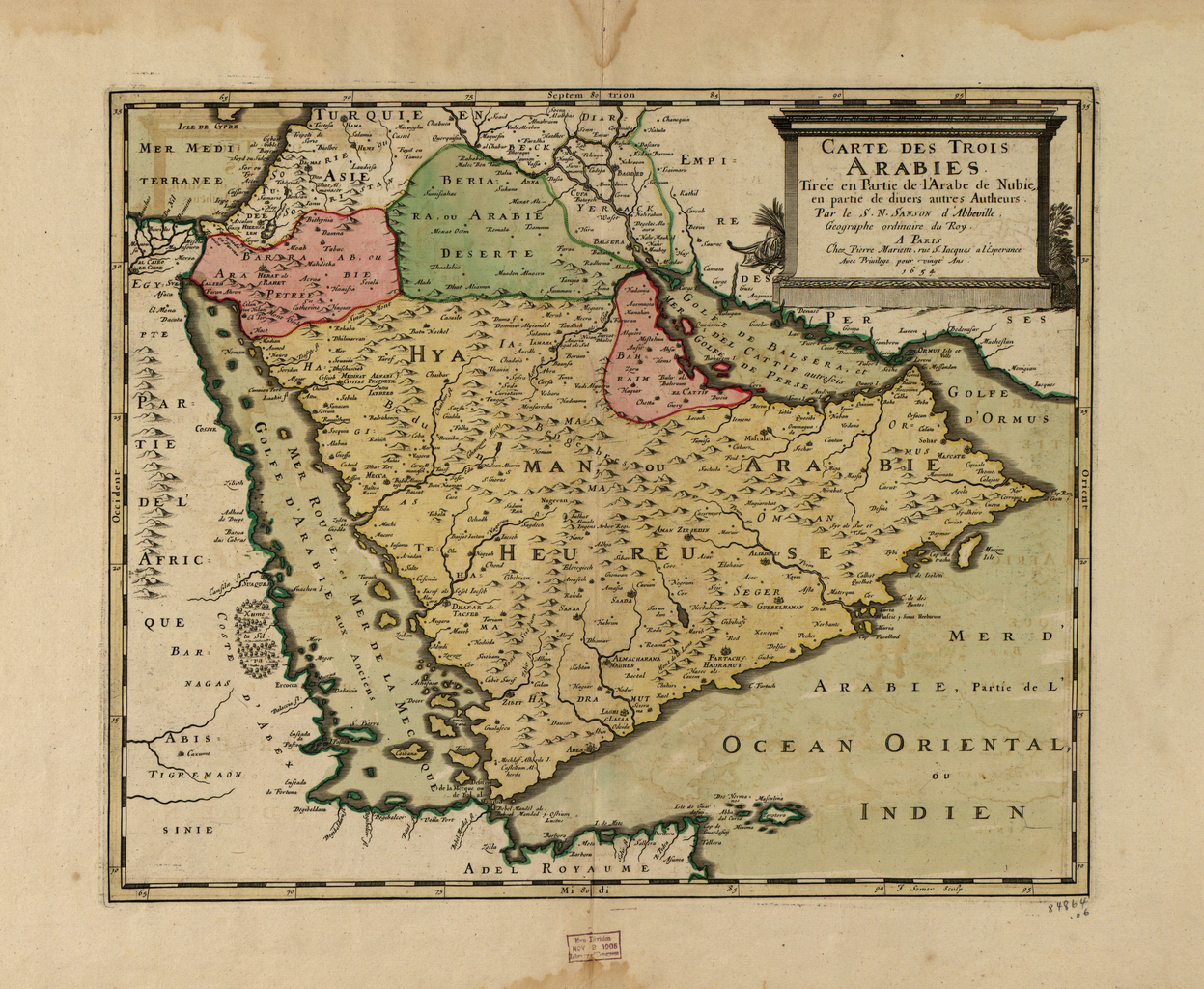
Французька «Мапа трьох Арабій, частково взята з арабської Нубії, частково з кількох інших авторів».Нікола Сансон, 1654 рік. Пустеля — невеличка зелена область на півночі. Велика жовта область — «Ємен».

Аравія Пустельна (лат. Arabia Deserta), також відома як Arabia Magna («Велика Аравія») — термін, який позначав пустельну північну частину Аравійського півострова. У давнину ця земля була заселена кочовими племенами бедуїнів, які часто вторгалися у багатші сусідні землі, такі як Месопотамія та Аравія Родюча.
Аравія Пустельна була однією з трьох областей, на які римляни розділили Аравійський півострів: Аравія Пустельна або Велика, Аравія Родюча та Аравійська Петрейська. Ця назва залишалася популярною у XIX—XX століттях і використовувався в «Подорожах Аравійською пустелею» британського мандрівника і поета Чарльза Дауті (1888).